# 米格尔·马里亚诺·戈麦斯
米格尔·马里亚诺·戈麦斯-阿里亚斯（西班牙語：Miguel Mariano Gómez y Arias，1889年10月6日—1950年10月26日）是古巴政治家、古巴总统，是第二任总统何塞·米格尔·戈麦斯的儿子。1889年，出生于圣斯皮里图斯。1926年，任哈瓦那市市长。1928年，流亡美国。1933年，格拉多·马查多下台后回国。1934年，再次出任哈瓦那市市长。1936年，当选为总统。9月，被弹劾而辞职。1940年，竞选哈瓦那市长失败。1950年，去世。